# One PPG Place
One PPG Place je kancelářský mrakodrap v Pittsburghu ve státě Pensylvánie. Je součástí komplexu PPG Place, který se skládá z šesti budov. Se 40 patry a výškou 193,6 m je třetí nejvyšší budovou ve městě. Byl navržen firmou Johnson/Burgee Architects a dokončen byl v roce 1984. Jeho opláštění tvoří 19 750 skleněných tabulí, které byly zhotoveny firmou PPG Industries, která zde i sídlí.